# Fiber-optic Improved Next-generation Doppler Search for Exo-Earths
O Fiber-Optic Improved Next-Generation Doppler Search for Exo-Earths (FINDS Exo-Earths) é um espectrógrafo de velocidade radial desenvolvido por Debra Fischer. Ele está instalado no telescópio de 3 metros no Observatório Lick no Monte Hamilton. Ele entrou em operação em 2009 e está sendo usado para verificar candidatos a exoplanetas encontrados pelo Kepler.
Na Universidade de Yale, Debra Fischer e Julien Spronck, juntamente com Geoff Marcy, da Universidade da Califórnia, em Berkeley, estabelecido para melhorar as tecnologias existentes para espectrógrafo. Estimulado por uma concessão de 45.000 dólares pela Sociedade Planetária, as descobertas da equipe FINDS, um complemento de dispositivo de espectrógrafo.